# Selenidium mesnili
Selenidium mesnili is een soort in de taxonomische indeling van de Myzozoa, een stam van microscopische parasitaire dieren. Het organisme komt uit het geslacht Selenidium en behoort tot de familie Selenidiidae. Selenidium mesnili werd in 1909 ontdekt door Brasil.